# سیارک ۱۶۱۶۸
سیارک ۱۶۱۶۸ (به انگلیسی: 16168 Palmen، نامگذاری:2000AR91) شانزده هزار و صد و شصت و هشتمین سیارک کشف شده‌است که در ۵ ژانویه ۲۰۰۰ کشف شد.
قدر مطلق سیارک برابر ۸.۵ است.